# روث آبي
روث آبي (بالإنجليزية: Ruth Abbey)‏ هي أكاديمية أسترالية، ولدت في 12 أبريل 1961.